# ホーホタウヌス郡
ホーホタウヌス郡 (ドイツ語: Hochtaunuskreis) は、ドイツ連邦共和国ヘッセン州ダルムシュタット行政管区の郡であり、フランクフルト/ライン＝マイン大都市圏に位置している。郡庁所在地は、同郡最大の都市でもあるバート・ホムブルク・フォア・デア・ヘーエである。
ホーホタウヌス郡は、不動産賃料が高いことや、ドイツのすべての郡の中で2番目に購買力指数が高い（バイエルン州シュタルンベルク郡に次ぐ）ことで知られている。2016年のドイツの平均購買力を100 % とした購買力指数は144.2 % であり、住民1人あたり31,825ユーロにあたる。ケーニヒシュタイン・イム・タウヌス (2011年: 191 %)、クローンベルク・イム・タウヌス (2014年: 177.1%) が、1人あたりの購買力指数がホーホタウヌス郡で最も高い街である。隣接するマイン＝タウヌス郡の購買力指数は 133.4 % で、1人あたりの購買力指数はドイツのすべての郡の中で4番目に高い。

## 地理

### 位置
ホーホタウヌス郡は、ほぼ完全にタウヌス山地内に位置している。ただし、南部のバート・ホムブルク、オーバーウルゼル (タウヌス)、フリードリヒスドルフ、クローンベルク、ケーニヒシュタインといった「タウヌス周縁部諸市」を含む前山地方は、フランクフルトの一部市区を含むオーバーライン盆地に位置している。また、東部はヴェッテラウ地方へ移行する。最高地点はグローサー・フェルトベルク (881 m)、最低地点はバート・ホムブルクのオーバー＝エルレンバッハ近郊 (128 m) である。ホーホタウヌス郡は、フォルダータウヌスとヒンタータウヌス東部によく分けられる。フォルダータウヌスはフランクフルトに向いている側にあたり、フランクフルト市民が近郊保養地としてよく利用する東部ヒンタータウヌスはタウヌス山地主脈の反対側に位置する。

### 隣接する郡および郡独立市
ホーホタウヌス郡は、北西から時計回りに、リムブルク＝ヴァイルブルク郡、ラーン＝ディル郡、ヴェッテラウ郡、郡独立市であるフランクフルト・アム・マイン、マイン＝タウヌス郡、ラインガウ＝タウヌス郡と境を接している。

## 歴史
現在の郡域は、中世にはマインツ選帝侯、クローンベルク家、エップシュタイン家など様々な領主の所領に属していた。19世紀の初めに南部がヘッセン＝ホムブルク方伯領、北部がナッサウ侯領（後のナッサウ公国）となった。
1866年の普墺戦争後、ヘッセン＝ホムブルク方伯領とナッサウ公国のアムト・ケーニヒシュタインおよびアムト・ウージンゲンから、バート・ホムブルクを主邑とするオーバータウヌス郡が成立した。1886年4月1日の郡条例に従い、タウヌス山地の尾根の北側にあたる46市町村が新たにウージンゲン郡を形成した。オーバータウヌス郡には34市町村、面積にして 22,454 ha が残った。
1919年にオーバータウヌス郡のフランス占領部分（当時はナッサウのアムト・ケーニヒシュタイン）が分離され、ケーニヒシュタイン郡が成立した。この地域は、フランス占領軍撤退後の1928年10月1日にオーバータウヌス郡に返還された。
プロイセンの Sparverordnungen に基づき、1932年8月1日にウージンゲン郡が廃止された。その郡域は、一部が隣接するヴェッツラー郡、オーバーラーン郡、ウンタータウヌス郡に分割されたが、大半はオーバータウヌス郡に編入された。しかしわずか1年後の1933年10月1日にはすでに、地元の国家社会主義ドイツ労働者党 (NSDAP) の働きにより、ウージンゲン郡は原状を回復した。
1972年8月1日、ヘッセン州の地域再編に伴い、ホーホタウヌス郡が成立した。この郡は新しい郡の扱いであった。
- フランクフルト市に編入されたカルバッハを除くオーバータウヌス郡全域
- ウンタータウヌス郡のヴァルデムスに編入されたニーダーエムス、ライヒェンバッハ、シュタインフィッシュバッハ、ヴュステムスを除くウージンゲン郡全域
- フリートベルク郡のオーバー＝エルレンバッハとブルクホルツハウゼン・フォア・デア・ヘーエ
- マイン＝タウヌス郡のグラースヒュッテン、ライフェンベルク、シュロスボルン
- リムブルク郡のハッセルバッハ

1972年8月1日には同時に、現在の13市町村への統廃合が行われた。郡の行政中心地、すなわち郡庁所在地は、バート・ホムブルクに定められた。
ホーホタウヌスは1991年に贈収賄事件により、ドイツ全土で知られることとなった 。
2004年2月に当時の郡長ユルゲン・バンツァー (CDU) はホーホタウヌス郡に隣接し、同様の構造を有するマイン＝タウヌス郡との合併の可能性を議題とした。両郡の合併により、年間1800万ユーロから2000万ユーロの節約が見込まれる。

## 住民

### 人口推移
| 年   | 人口（人） | 出典   |
| ---- | ---------- | ------ |
| 1972 | 187,600    | [ 10 ] |
| 1980 | 203,800    | [ 11 ] |
| 1990 | 212,900    | [ 11 ] |
| 2005 | 227,691    | [ 12 ] |
| 2010 | 227,425    | [ 13 ] |
| 2015 | 231,788    | [ 14 ] |

## 行政

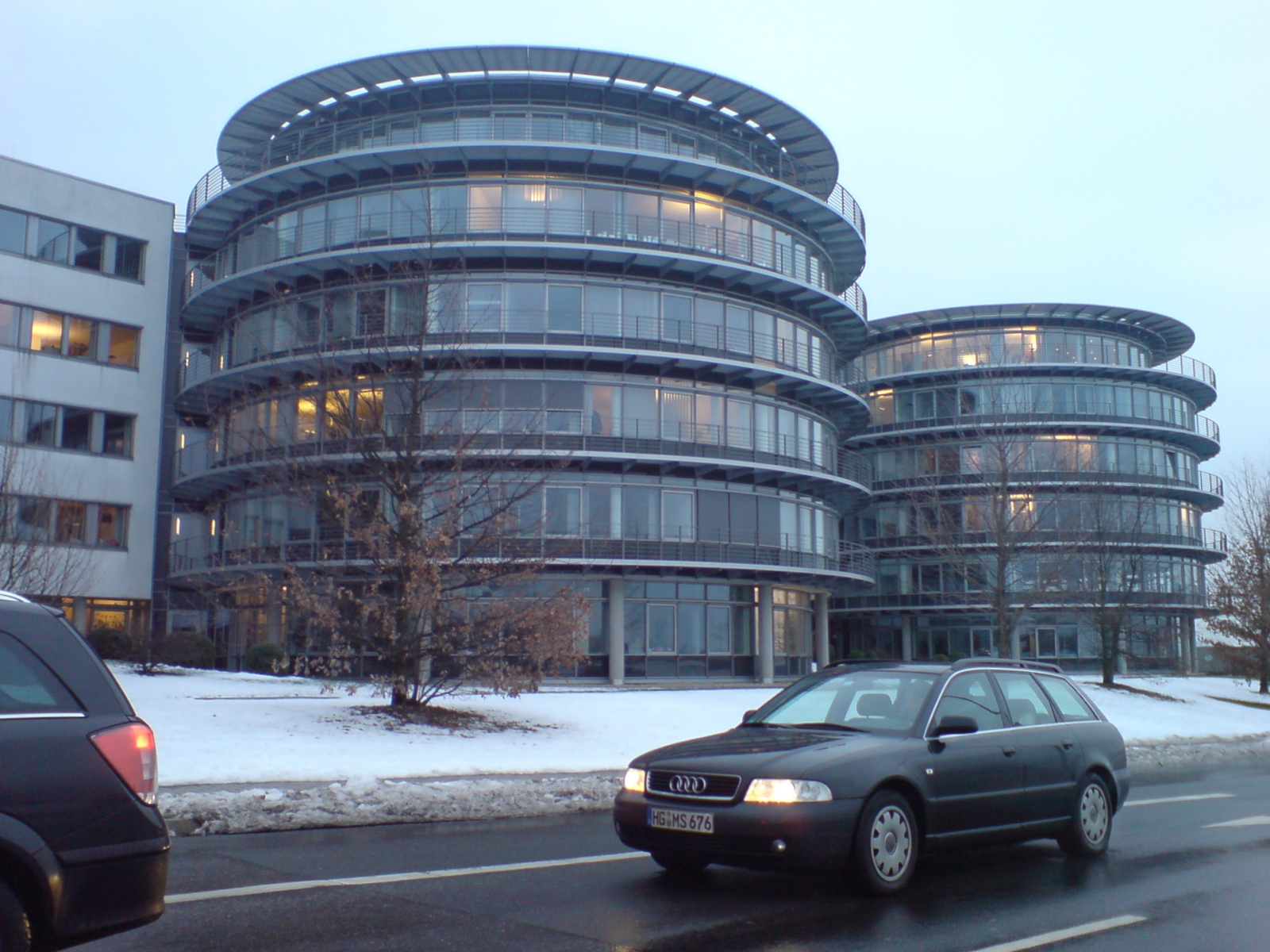
ホーホタウヌス郡庁舎

### ホーホタウヌス郡の郡長
- 1972年 - 1979年　ヴェルナー・ヘル
- 1979年 - 1985年　ヘンニング・フォン・シュトルヒ
- 1985年 - 1991年　クラウス＝ペーター・ユルゲンス
- 1991年 - 2005年　ユルゲン・バンツァー
- 2006年 - 　ウルリヒ・クレープス

### 郡議会
2021年3月14日の選挙結果を以下に示す。
| 政党                        | 得票率 | 議席数 |
| --------------------------- | ------ | ------ |
| CDU                         | 34.1   | 25     |
| Grüne                       | 23.0   | 16     |
| SPD                         | 13.7   | 10     |
| FDP                         | 11.1   | 8      |
| AfD                         | 6.0    | 4      |
| FWG-HOCHTAUNUS/FREIE WÄHLER | 7.0    | 5      |
| Die Linke                   | 3.0    | 2      |
| Piraten                     | 0.5    | 0      |
| PARTEI                      | 0.6    | 1      |
| 合計                        | 100.0  | 71     |
| 投票率                      | 56.6   | 56.6   |

### 姉妹自治体
- Distrikt Gilboa（イスラエル）1986年

### 紋章
図柄: 青地。直立した獅子が左右に分割されている。向かって左には4つの銀色の縁付き兜が描かれ、獅子は金の爪を持ち、銀色と赤色が交互に9回入れ替わるストライプで彩色されている。向かって右には4つの金色のクラブが描かれ、獅子は赤い爪で金色に彩色されている。
解説: 本郡の紋章は、オーバータウヌス郡の紋章とウージンゲン郡の紋章を組み合わせたものである。向かって左半分はヘッセンの獅子で、旧ヘッセン＝ホムブルク方伯領にあたる。金色に塗られた獅子の右半分はナッサウ公国を表している。4つの縁付き兜はクローンベルク家の、4つのクローバーはウージンゲン市の紋章から採られた。このようにこの紋章はかつて郡域を治めていた領主を象徴している。この紋章は、1974年7月12日に承認された。
デザインは、紋章研究家ハインツ・リッツによる。

## 経済と社会資本

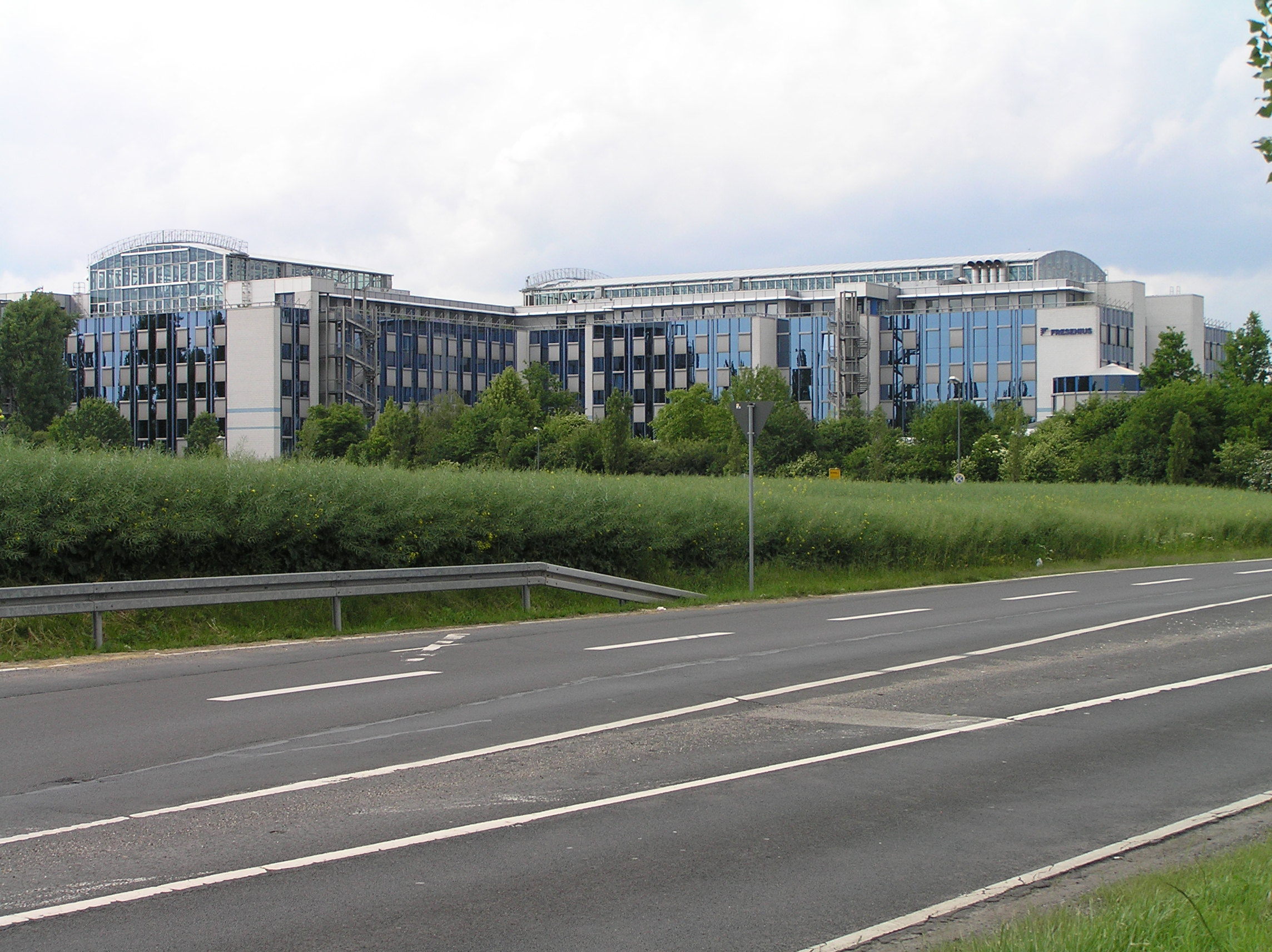
フレゼニウス本社

郡庁所在地のバート・ホムブルクは、国際的に有名な温泉保養地である。バート・ホムブルクには、フレゼニウス・メディカルケアとフレゼニウス SE & Co. KgaA の2つの DAX企業がある。ホーホタウヌス郡にオフィスを置くその他の有名企業としては、ミルーパ、アルテ・ライプツィガー保険、エイビスレンタカー、トーマス・クック・グループなどがある。また、タウヌス郡には、ジレット・グループ（ブラウン、オーラル-B）、ジャガー・ドイチュラント（いずれもクローンベルク）、フィデリティー・インベストメンツ・ドイチュラント、カントン電子、アクセンチュア・ドイチュラントの本社もある。
ホーホタウヌス郡は、144.7 %（ドイツ平均を 100 % とする）のドイツで2番目に高い購買力を有している（1人あたりの購買力は 31,825ユーロ）。富裕層の多く（隣接するフランクフルトの銀行家など）がバート・ホムブルクおよびその周辺に家を有している。郡全域で地価が高く、一般的に賃料も高い。1人あたりの購買力のランキングは、1位がバイエルン州シュタルンベルク郡（32,338ユーロ）、3位がミュンヘン郡（30,487ユーロ）、4位がマイン＝タウヌス郡（29,435ユーロ）であり、とくにバート・ゾーデン・アム・タウヌスが高い値を示している。

### 郡が所有する企業
ホーホタウヌス郡は、バート・ホムブルクとウージンゲンで病院ホーホタウヌス＝クリニークを運営している。また、ノイ＝アンスパハに本部を置くタウヌス・メニュー・サービス GmbH の所有者は、病院、オーバーウルゼルの事業所、ホーホタウヌス郡の学校の一部に食事を供給している。これらの食事は、調理・冷凍法により、調理後に急速冷凍されたものである。ホーホタウヌス郡は、マイン＝タウヌス郡と共同でタウヌス貯蓄銀行の運営主体を務めており、ライン＝マイン塵芥処理場 gGmbH (RMD) の重要な共同所有者である。本郡はタウヌス自然公園目的連合およびホーホタウヌス交通連合 (VHT) の主要部分を占める。私企業としては、身体障害者のためのオーバーウルゼル授産所を運営している。このほかには、ナッサウ貯蓄銀行、ジュヴァーク・エネルギー、ナッサウ住宅などに郡の一部が関わっている。

### 交通

#### 鉄道
現在のホーホタウヌス郡の郡域は、フランクフルトから発する交易街道網の主軸から離れた場所にあたる。温泉や保養地が点在するタウヌス山地の南斜面は、19世紀にはすでに現在と同様に人気の住宅地となっており、多くの鉄道会社がフランクフルトからの鉄道を運行した。その中には本の短い路線もあった。
ホムブルク鉄道会社は、1860年9月10日にマイン＝ヴェーザー駅からフランクフルトに至る路線を開通した。ヘッセン選帝侯領のボッケンハイムは迂回したものの、レーデルハイム - オーバーウルゼルを通り、当時は方伯の宮廷都市で現在はホーホタウヌス郡郡庁所在地となっているホムブルクに至るこの路線は、4つの独立した領邦から免許を受けなければならなかった。
1874年11月1日、クローンベルク鉄道会社によってレーデルハイムからタウヌス都市クローンベルクに至る支線が分岐した。これに隣接する都市ケーニヒシュタインは1902年2月24日から軽便鉄道ヘーヒスト - ケーニヒシュタイン線によって結ばれた。これは現在のヘッセン州鉄道 (HLB) の一部となっている。これら3つの路線の列車は、フランクフルト中央の中央駅前を起点とした。
1910年5月からフランクフルト・ローカル鉄道がバート・ホムブルクおよびオーバーウルゼル＝ホーエマルクと大都市を2本の電化路線で結んだ。この路線は現在Uバーン網の一部となっている。1899年にはすでにホムブルクに路面電車が運行していた。1935年まではローマ時代の城砦ザールブルクまでの路線もあった。
フランクフルトから放射状に伸びて来たフォルダータウヌスの路線網は1895年にホムブルク - フリードリヒスドルフ - ウージンゲン線によってタウヌス山地の主脈を越えた。この路線は1909年にグレーヴェンヴィースバッハを経由してラーン川沿いのヴァイルブルクまでを結んだ。1912年からグレーヴェンヴィースバッハからゾルムスタールを通り、ヴェッツラーまでの支線が運行した。これは現在のラーン＝ディル郡ブラントオーベルンドルフ（ヴァルトゾルムスの地区）を終点とするタウヌス鉄道の前身である。
1901年7月15日以降、フリードリヒスドルフからマイン＝ヴェーザー鉄道のフリートベルク (ヘッセン) への路線が設けられ（鉄道フリートベルク - フリードリヒスドルフ線）、ベルリン - バート・ナウハイム - バート・ホムブルク - ヴィースバーデンのベーダーバーン（直訳すると「温泉鉄道」）を高速列車が運行するようになった。
現在、鉄道による公共旅客交通は、Sバーン S4号線（フランクフルト - クローンベルク）および S5号線（フランクフルト - バート・ホムブルク - フリードリヒスドルフ）、ヘッセン州鉄道 GmbH が運営するフランクフルト - ケーニヒシュタイン線（ケーニヒシュタイン鉄道 RMV-12）およびバート・ホムブルク - ウージンゲン - グレーヴェンヴィースバッハ - ブラントオーベルンドルフ線（タウヌス鉄道 RMV-15）が運行している。フリードリヒスドルフからフリートベルクへの路線も RMV-16 として運行されている。
フランクフルト Uバーン網に接続しているのは、バート・ホムブルク（U2号線、終点はバート・ホムブルク＝ゴンツェンハイム）とオーバーウルゼル（U3号線、終点はオーバーウルゼル＝ホーエマルク）である。
1988年にホーホタウヌス郡とその市町村による目的連合、ホーホタウヌス交通連合 (VHT) が設立された。この目的連合は、フリードリヒスドルフ - ウージンゲン - グレーヴェンヴィースバッハ間の 28.8 km の区間を廃線から護るために 280万ドイツマルクで購入した。公共交通機関のすべての路線は、1995年以降はライン＝マイン交通連盟 (RMV) に加盟している。

#### 道路
郡内を連邦アウトバーン A5号線（フランクフルト - ハッテンバッハ・ジャンクション）と A661号線（ダルムシュタット - オーバーウルゼル）が通っている。さらに多くの連邦道や郡道が郡内を結んでいる。たとえば、連邦道 B275号線、B455号線、B456号線である。バート・ホムブルクとバート・カムベルクとの間の観光街道ホーホタウヌス街道は、観光客のために郡内の見所を結んでいる。郡域を2つに分けるタウヌス山地の主脈には様々な遊歩道や登山道がある。

### ナンバープレートの略号
1956年7月1日からオーバータウヌス郡が使用していた略号「HG」は、1972年8月1日にホーホタウヌス郡に割り当てられた。この略号は郡庁所在地のバート・ホムブルク・フォア・デア・ヘーエ（Bad Homburg vor der Höhe）に由来したもので、現在も使われている。2013年1月2日からこれに加えて、「USI」（ウージンゲン = Usingen）も有効となった。

### メディア
重要な地方紙は、「タウヌス＝ツァイトゥング」（フランクフルター・ノイエ・プレスの地方紙）およびヒンタータウヌスで有力な「ユージンガー・アンツァイガー」である。「フランクフルト・ルントシャウ」は、タウヌス版で郡内の事件を報道している。

## 市町村
ホーホタウヌス郡は、8つの市と5つの町村を包含している。郡庁所在地で最大の都市がバート・ホムブルク・フォア・デア・ヘーエである。この街は「特別市」の扱いである。多くの街がその名称に「(タウヌス)」、「イム・タウヌス」あるいは「フォア・デア・ヘーエ」という語を添えているが、これらは公式な市名の一部である。ノイ＝アンスパハは、人口15,000人を超えたため、2007年10月31日に市に昇格した。
| 市 1. バート・ホムブルク・フォア・デア・ヘーエ (Bad Homburg v. d. Höhe 55,995) 2. フリードリヒスドルフ (Friedrichsdorf 25,937) 3. ケーニヒシュタイン・イム・タウヌス (Königstein im Taunus 16,831) 4. クローンベルク・イム・タウヌス (Kronberg im Taunus 18,569) 5. ノイ＝アンスパハ (Neu-Anspach 14,359) 6. オーバーウルゼル (タウヌス) (Oberursel (Taunus) 47,241) 7. シュタインバッハ (タウヌス) (Steinbach (Taunus) 10,869) 8. ウージンゲン (Usingen 15,095) 町村 1. グラースヒュッテン (Glashütten 5,394) 2. グレーヴェンヴィースバッハ (Grävenwiesbach 5,475) 3. シュミッテン (Schmitten 9,575) 4. ヴェールハイム (Wehrheim 9,328) 5. ヴァイルロート (Weilrod 6,781) |